# Wetzlarer Kükenchor
Der Wetzlarer Kükenchor war ein Kinderchor unter der Leitung von Margret Birkenfeld. 1996 wurde der Kinderchor in Vorbereitung auf das Ausscheiden Margret Birkenfelds aus der Chorleitung bzw. mit Übergabe derselben an ihre Nachfolgerin Konny Cramer mit dem Wetzlarer Kinderchor zusammengelegt zum Wetzlarer Küken- und Kinderchor. 1997 wurde diese Chorgemeinschaft schließlich zu Sunshine Kids umbenannt.

## Geschichte
Der Wetzlarer Kükenchor entstand Mitte der 1960er Jahre aus der Arbeit Margret Birkenfelds mit dem Wetzlarer Kinderchor heraus. Nachdem dieser unter ihrer Leitung um unterschiedlichste Altersstufen zu einer unvereinbaren Gruppe angewachsen war, formierte sie die besonders jungen und kaum lesefesten Sänger unter neun Jahren zum Wetzlarer Kükenchor. Zunächst jedoch lediglich als Zweig des Wetzlarer Kinderchores ohne eigenen Namen verstanden, wurde die junge Chorgemeinschaft in ihren ersten Jahren mit unterschiedlichsten Bezeichnungen wie „unsere Kleinsten“, „der Kindergarten“ oder „das Spatzenvolk“ meist nur im laufenden Hörprogramm als eigenständiges Ensemble abgegrenzt. Kurzweilig tauchte auch die Bezeichnung „Wezlarer Kleinkinderchor“ auf. Die jüngsten Sänger des Kükenchors waren fünf Jahre alt. 
In den folgenden Jahrzehnten bis in die 1990er Jahre hinein spielte der Wetzlarer Kükenchor zahlreiche Kinderproduktionen ein, die heute zu den christlichen Kinderklassikern zählen. Im Evangeliums-Rundfunk gestaltete er neben dem Kinderchor jahrelang die Kindersendung Wir singen miteinander.  
1997 übergab die damals bereits 70-jährige Margret Birkenfeld die Leitung ihres 1996 wieder als geschlossene Chorgemeinschaft vereinten Wetzlarer Kinder- und Kükenchors an die Musikpädagogin Konny Cramer. Unter ihrer Leitung wechselte der Chor seinen Namen zu Sunshine Kids und prägte weitere Jahre lang die christliche Kindermusik mit.

## Trivia
- Der Singer-Songwriter Samuel Harfst sang als Kind im Wetzlarer Kükenchor mit.[2]

## Diskografie

### Singles
- Alle Kinder in der Welt.
- Danke.
- Elia.
- Die Speisung der Fünftausend.
- Zachäus.
- Kommt alle herein!.
- Von allerlei Tieren.

#### Kollaboration mit Wetzlarer Kinderchor
- Kommt, ihr lieben Kinderlein.
- Seht die Blumen auf der Au.
- Alle Vögel sind schon da.
- Brötchen für China.
- Bunt sind schon die Wälder.
- Das Erlebnis des Küchenjungen Ali.
- Geh aus, mein Herz.
- Kinder, lobt mit uns den Herrn.
- Unserer lieben Mutter.

### Alben
- Wo ist denn mein Teddy?. (Schulte & Gerth, 1994)
- Seht mal meinen Regenschirm. (Schulte & Gerth, 1986)
- Betthupferl. (Schulte & Gerth, 1988)
- Puderzucker. (Schulte & Gerth, 1990)

#### Kollaboration mit Wetzlarer Kinderchor
- Kunterbunte Liederwelt. (Schulte & Gerth, 1997)
- Wackelzahn. (Schulte & Gerth, 1996)
- Zachäus. Kinderminimusical. (Schulte & Gerth, 1996)
- Schön ist der Tag. (Schulte & Gerth 33.645, 1984)
- In Peters Garten steht ein kleiner Baum. (Schulte & Gerth, 1985)
- Wir singen miteinander. (Schulte & Gerth, 1982)
- Kommt und seht, das Grab ist leer. (Schulte & Gerth, 1980)
- Nimm die Freude mit. (Frohe Botschaft im Lied, 1979)
- Danke für alles. (Frohe Botschaft im Lied, 1978)
- Fischen verboten. (Frohe Botschaft im Lied, 1977)
- Freude ist im Himmel. (Frohe Botschaft im Lied, 1976)
- Und fröhlich geh ich durch den Tag. (Frohe Botschaft im Lied, 1975)
- Schwimm mit gegen den Strom. (Frohe Botschaft im Lied 33.621, 1973)
- David – Psalmsänger, Flüchtling, Bandenführer. (Frohe Botschaft im Lied 33.620, 1972)
- Wir singen und spielen dem Heiland zur Ehr. (Frohe Botschaft im Lied 33.612, 197?)
- Abraham 2. (Frohe Botschaft im Lied, 33.609, 1968)
- Abraham. (Frohe Botschaft im Lied, 33.607, 1968)
- Die große Flut. (Frohe Botschaft im Lied, 33.606)
- Das verlorene Paradies. (Frohe Botschaft im Lied, 33.605, 1967)
- Der Tag des Herrn. (Frohe Botschaft im Lied, 33.603, 1967)
- Die Schöpfung. (Frohe Botschaft im Lied, 33.602, 1966)
- Die Bibel, das Buch der Bücher. (Frohe Botschaft im Lied, 33.601, 1966)
- Wir sind des Heilands Himmelblumen. (Frohe Botschaft im Lied 33.437, 196?)
- Samuel Hebich, der Seelengewinner. (Frohe Botschaft im Lied 33.432, 1965)
- Habe deine Lust am Herrn. (Frohe Botschaft im Lied 33.43?, 1964)

### Gastauftritte
- Großes Erzählbuch der biblischen Geschichte: Als Gottes Zeit gekommen war. (Frohe Botschaft im Lied, 197?)

#### Compilations
Die folgende Aufzählung berücksichtigt ausschließlich Zusammenstellungen, die sich speziell dem Wetzlarer Kükenchor widmen und dessen Arbeit würdigen.
- Ein bunter Liederstrauß. (Frohe Botschaft im Lied, 197?)
- Kunterbunte Lieder. (Schulte & Gerth, 1990)
- Kunterbunte Lieblingslieder. (Schulte & Gerth, 1993)
- Wo ist denn mein Teddy?. Die schönsten Kükenlieder. (Gerth Medien, 2005)